# Chingola (Distrikt)
Chingola ist einer von zehn Distrikten in der Provinz Copperbelt in Sambia. Er hat eine Fläche von 1744 km² und es leben 299.940 Menschen in ihm (Volkszählung 2022). Das durchschnittliche jährliche Bevölkerungswachstum liegt bei 2,3 %. Hauptstadt des Distriktes ist das gleichnamige Chingola.

## Geografie
Der Distrikt liegt etwa 80 Kilometer nordwestlich von Ndola, der Hauptstadt der Provinz Copperbelt, etwa 450 Kilometer nordwestlich von Lusaka und 50 Kilometer westlich von Kitwe. Der nördliche Teil abfällt auf etwa 1250 m ab, während der südliche Teil sich bis auf etwa 1300 m über dem Meeresspiegel erhebt. Die Nordgrenze bildet der Fluss Kafue und einem Teil der Südgrenze folgt die Fernstraße T5.
Er grenzt im Norden an den Distrikt Chililabombwe, im Osten an der Distrikt Mufulira, im Süden an Kalulushi und Lufwanyama, und im Westen, in der Nordwestprovinz, an Mushindamo.

## Klima
Der Distrikt liegt im regenreichen Gürtel von Sambia. Er ist sehr grün und gilt als der schönste der Distrikte in der Provinz Copperbelt.

## Wirtschaft
Der Distrikt umfasst eine Gesamtfläche von 167.800 Hektar. Von dieser gesamten Landmasse stellen 22.923 Hektar (13,6 %) Waldreservate und Kiefernplantagen, 35.500 Hektar (21 %) den größten Tagebau Afrikas, auf dem die Konkola Copper Mines die Rechte hat und die restlichen 109.399 Hektar (65 %) sind staatliches Land.
Die stadtnahen Gebiete des Distrikts sind dünn besiedelt, wobei dort die Landwirtschaft die wichtigste wirtschaftliche Lebensgrundlage darstellt.